# Jorge Bosch Domínguez
Jorge Bosch Domínguez (Madrid, 22 de febrer de 1967) és un actor espanyol. Va començar a estudiar dret però ho va deixar per la interpretació. Va debutar el 1990 en la minisèrie La forja de un rebelde i el 1995 va assolir cert reconeixement en participar en la sèrie Médico de familia, alhora que debutava al cinema amb El último verano de los Hamptons de Henry Jaglom. Ha participat en pel·lícules destacades com Cinco metros cuadrados (Bisnaga d'Or al Festival de Màlaga, de Max Lemcke; Los lobos de Washington, de Mariano Barroso; Cándida, de Guillermo Fesser.

## Filmografia
- La estrategia del pequinés (2019), d'El rubio.
- Zipi y Zape y la isla del capitán (2016), d'Oskar Santos.
- Las ovejas no pierden el tren (2014), d'Álvaro Fernández Armero.
- Gente en sitios (2013), de Juan Cavestany.
- Adivina quién viene a comer mañana (2012), de Pepe Jordana.
- Cinco metros cuadrados (2011), de Max Lemcke.
- Planes para mañana (2010), de Juana Macías.
- The Lost (2007), de Bryan Goeres i Christian Moriarty.
- La soledad (2007), de Jaime Rosales.
- La caixa Kovak (2006), de Daniel Monzón.
- Cándida (2006), de Guillermo Fesser.
- Eduard y el resto (2005), de Iñaki San Román.
- Canciones de invierno (2004), de Félix Viscarret (corto).
- Utopía (2003), de María Ripoll.
- The Pink House (2003), de Tessa Blake i Ian Williams.
- Mi casa es tu casa (2003), dirigida per Miguel Álvarez
- Desayunar, comer, cenar, dormir (2003), de Lino Escalera (curt).
- Flores para Maika (2003), de Andreu Castro (corto).
- Valentín (2002), de Juan Luis Iborra.
- Semana Santa (2002), de Pepe Danquart.
- No dejaré que no me quieras (2002), de José Luis Acosta.
- Looking for Chencho (2002), de Kepa Sojo (corto).
- ¿Dónde está? (2002) (TV), de Juan Carlos Claver.
- Gente pez (2001), de Jorge Iglesias.
- Punto de mira (2001), de Karl Francis.
- Dos más (2001), de Elias Leon Siminiani (corto).
- El apagón (2001), de José María Caro (curt).
- Nada que perder (2001), de Rafa Russo (curt).
- Terca vida (2000), de Fernando Huertas.
- One of the Hollywood Ten (2000), de Karl Francis.
- Leo (2000), de José Luis Borau.
- Sólo por un tango (2000), de Toni Bestard i Adán Martín (curt).
- Amarantado (2000), de Lino Escalera (curt).
- Los lobos de Washington (1999), de Mariano Barroso.
- No sé, no sé (1998), d'Aitor Gaizka (corto).
- Perdón, perdón (1998), de Manuel Ríos San Martín.
- Solo en la Buhardilla ([1997]), de Miguel Ángel Rodríguez de Cía (curt).
- La decisión de Machín (1997), de Julio César Fernández (curt).
- Cuemaster (1997), d'Enrico Coletti.
- Flash-back (El apartamento) (1996), de Gilles Mimouni.
- Bajo C, de Rafa Gómez (curt).
- Last Summer in the Hamptons (1995), de Henry Jaglom.

## Televisió
- Caronte (2020)
- Criminal (España) (2019)
- La caza. Monteperdido (2019)[3]
- El accidente (2017-2018)
- Buscando el norte (2016)
- Bienvenidos al Lolita (2014)
- Gran Reserva (2013)
- Isabel (2012)
- Gran Hotel (2012) (1 episodi)
- Hay alguien ahí (2009)
- Cazadores de hombres (2008)
- Yo soy el Solitario (2008)
- Círculo rojo (2007)
- Hospital Central (2006)
- De moda (2004)
- Al filo de la ley (2004)
- El Pantano (2003)
- Compañeros (2000)
- Periodistas (1999)
- El comisario (1999)
- Hermanas (1998)
- Todos los hombres sois iguales (1998)
- Entre naranjos (1998)
- Médico de familia (1997)
- Más que amigos (1997)
- Canguros (1995)
- La forja de un rebelde (1990)

## Teatre
- El método Grönholm (2020).[4]
- Invencible (2016)[5]
- El nombre (2014), dirigit per Gabriel Olivares.
- Speaking in Tongues (Babel) (2012), dirigit per Tamzin Towsend.
- Todos eran mis hijos (2010), dirigit per Claudio Tolcachir.
- El método Grönholm (2004), dirigida per Tamzin Townsend.
- ¡Tú come bollos...! (2002), dirigida per Jorge Bosch.
- La farsa de Gabriel, dirigida per Andoni Cifuentes.
- Le bourgeois gentilhomme, dirigida per Dominique Dupuis.
- Yerma, dirigida per Juan Valdivia.
- Here we are he, dirigida per Pete Opdyke.
- El sexo opuesto, dirigida per Raúl Rubio.
- El obedecedor (2000), dirigida per Amparo Valle.
- Réquiem por Yarini (1994), dirigida per Yvonne López.